# Valentín San Martín
Valentín San Martín fue un fraile dominico partidario de la emancipación argentina. Fue periodista y legislador, miembro del Congreso que dio sanción a la Constitución Argentina de 1826.

## Biografía
Valentín San Martín nació en la ciudad de Buenos Aires. Hijo de los porteños Mariano San Martín y Tomasa Rocha, ingresó a la orden de los predicadores donde profesó el 26 de marzo de 1801.
Apoyó la Revolución de Mayo al igual que sus hermanos de la orden. Desempeñándose como lector en sagrada teología en el convento, en noviembre de 1810 el cabildo de Buenos Aires solicitó al padre provincial Isidoro Celestino Guerra que lo destinara a la enseñanza de las primeras letras. Guerra dio su autorización y el 5 de diciembre de 1810 comunicaba al ayuntamiento «haber persuadido al reverendo padre lector de sagrada teología fray Valentín de San Martín, que, dejando la cátedra que obtiene, siga su carrera en la enseñanza»
En diciembre de 1813 Valentín San Martín se desempeñaba como Regente de Estudios y Secretario del provincial de la orden fray Julián Perdriel.
Adhirió al partido unitario y avaló la reforma religiosa impulsada por Bernardino Rivadavia y en 1823 pasó al clero secular. El 7 de febrero de ese año fue elegido secretario del senado del clero en reemplazo de Bartolomé Muñoz. Fue también diputado ante la legislatura de Buenos Aires, cura párroco de San Nicolás de Bari y profesor de moral evangélica y derecho público eclesiástico del colegio de estudios eclesiásticos creado por la reforma en reemplazo del seminario.
En 1825 colaboró junto con Valentín Alsina, Julián Segundo de Agüero y Manuel José García en la redacción del periódico liberal El Nacional.
Con 3121 votos resultó elegido como uno de los 7 diputados por la capital ante el Congreso Constituyente de 1826.
El 6 de agosto de 1826 sacó a circulación el periódico semanal Duende de Buenos Ayres. Con la colaboración de Bernardo José de Ocampo y Julián Segundo de Agüero, desde sus páginas combatía al periódico El Tribuno, a Pedro Feliciano Sáinz de Cavia a quien consideraba "heredero" del padre Francisco de Paula Castañeda y manifestaba una cerrada oposición a Simón Bolívar por considerarlo de una «inmoderada ambición» y de aspirar «a un poder ilimitado» y al Congreso de Panamá, considerando (como expresara en uno de sus titulares) que «Allá, como aquí y en todas partes, la fuerza militar será enemiga de las instituciones liberales».
Pese a sus declamaciones acerca de la fuerza militar y las instituciones, integró el Consejo de Estado del gobernador de facto provisorio Juan Lavalle, tras la revolución del 1 de diciembre de 1828.
Miembro del grupo cercano a Diego Alcorta, apoyó la conspiración de Maza.
Afirma Valentín Alsina que fray San Martín se exilió en Montevideo, donde falleció en 1843.